# 讷沙托 (卢森堡省)
讷沙托（法語：Neufchâteau，法語發音：[nøʃato] ⓘ）是比利时瓦隆大区盧森堡省的一个城市，通行法语，是比利时法语社群的一部分，人口8,029人（2021年12月1日）。